# Karol Chrobaczyński
Karol Chrobaczyński (ur. 5 sierpnia 1895 w Starym Samborze, zm. 15 maja 1974 w Katowicach) – podpułkownik piechoty Wojska Polskiego, kawaler Orderu Virtuti Militari.

## Życiorys
Urodził się 5 sierpnia 1895 w Starym Samborze jako syn Stanisława i Julii z d. Fastnacht.
Uczestnik wojny polsko-bolszewickiej. W okresie międzywojennym pełnił służbę w:
- 41 Suwalskim pułku piechoty w Suwałkach[3],
- 38 pułku piechoty Strzelców Lwowskich w Przemyślu (1924–1928)[3][4][5],
- 20 pułku piechoty Ziemi Krakowskiej w Krakowie (1932)[3][6],
- 36 pułku piechoty Legii Akademickiej w Warszawie.

W wojnie obronnej 1939 dowódca 72 pułku piechoty im. Dionizego Czachowskiego, którego pokojowym garnizonem był Radom. 13 września w Milanówku dostał się do niewoli niemieckiej, gdzie przebywał w oflagu II C Woldenberg.
Po wojnie na emigracji w Wielkiej Brytanii. 
Zmarł 15 maja 1974 w Katowicach. Pochowany na cmentarzu rzymskokatolickim w Radomiu (kwatera 12a/10/2, grób 13410).

## Awanse
- kapitan – ze starszeństwem z dniem 1 czerwca 1919 r.
- major – 2 kwietnia 1929 r. ze starszeństwem z dniem 1 stycznia 1929 r. i 55 lokatą w korpusie oficerów zawodowych piechoty
- podpułkownik

## Ordery i odznaczenia
- Krzyż Srebrny Orderu Wojskowego Virtuti Militari nr 459[1] (1921)[9]
- Złoty Krzyż Zasługi (1938)[10]
- Krzyż Walecznych (dwukrotnie: po raz pierwszy w 1921)[11]
- Medal Pamiątkowy za Wojnę 1918–1921[12]
- Medal Dziesięciolecia Odzyskanej Niepodległości[12]
- Odznaka za Rany i Kontuzje[12]
- Państwowa Odznaka Sportowa[12]
- Medal 10 Rocznicy Wojny Niepodległościowej (Łotwa, zezwolenie 1929)[13]